# Universidad Federal de Mato Grosso del Sur
La Universidad Federal de Mato Grosso do Sul (UFMS) es una institución de educación superior pública federal brasileña, tiene campus en nueve ciudades del interior: Aquidauana, Chapadão do Sul, Corumbá, Coxim, Naviraí, Nova Andradina, Paranaíba, Ponta Porã y Três Lagoas, que contribuye a descentralizar la educación para atender la demanda de diversas regiones del estado. El campus principal y la sede administrativa de la UFMS conforman la Cidade Universitária, ubicada en Campo Grande, capital de Mato Grosso do Sul.
Al hacer del campus de Campo Grande el centro de un hipotético círculo, la UFMS cubre un área geográfico-educativa con un radio de más de 500 km, llegando a cerca de un centenar de municipios e incluyendo estados y países vecinos, como Paraguay y Bolivia, desde donde parte de su acuerdo estudiantil se origina. 
La UFMS cuenta con cursos de pregrado y posgrado, tanto presenciales como a distancia. Los cursos de posgrado incluyen cursos de especialización y programas de maestría y doctorado.
Con el objetivo de ir más allá de los objetivos esenciales de mejorar la docencia y estimular las actividades de investigación y extensión, la UFMS viene participando en la enseñanza y preservación de los recursos naturales del medio, especialmente la fauna y flora del Pantanal, región donde opera, y lo que motiva estudios e investigaciones ecológicas en la institución.

## Historia

### Origen
En 1962 se crea en Campo Grande la Facultad de Farmacia y Odontología, que sería el embrión de la educación superior pública en el sur del entonces estado de Mato Grosso. Posteriormente, los cursos fueron absorbidos por la creación del Instituto de Ciencias Biológicas de Campo Grande, ese instituto creó el curso de Medicina.
En 1967, el Gobierno del Estado de Mato Grosso creó el Instituto Superior de Pedagogía en Corumbá y, en Três Lagoas, el Instituto de Ciencias Humanas y Letras.
Integrando los Institutos de Campo Grande, Corumbá y Três Lagoas, la Universidad Estatal de Mato Grosso (UEMT) fue creada. Poco tiempo después se incorporaron a la UEMT el Centro Pedagógico de Dourados.
En 1979, se dividió el estado de Mato Grosso y se creó el estado de Mato Grosso del Sur. Como la UEMT estaba ubicada en algunas ciudades que ya no pertenecían a Mato Grosso, se creó la Universidad Federal de Mato Grosso do Sul con la Ley Brasileña n° 6.674/79. La universidad tiene su sede en Campo Grande, capital del nuevo estado.
En 2005, el campus de Dourados es desmembrado para formar la Universidad Federal de Grande Dourados, de conformidad con la Ley n° 11.153/05.
En los años comprendidos entre 2008 y 2010, se crearon nuevos campus en Chapadão do Sul, Nova Andradina, Bonito (cerrado en 2018), Naviraí y Punta Porá.
El 16 de abril de 2013 se desmembró el antiguo Centro de Ciencias Exactas y Tecnología (CCET), creando la Facultad de Ingeniería, Arquitectura y Urbanismo y Geografía (FAENG) y los Institutos de Física (INFI), Matemáticas (INMA) y Química. (INQUI) desplegado el mes siguiente.
En 2014, se creó un curso de Medicina en Três Lagoas.

### Cronología
- 1962 - crea la Facultad de Farmacia y Odontología de Campo Grande;
- 1966 - Se crea el Instituto de Ciencias Biológicas de Campo Grande;
- 1967 - Se crea el Instituto Superior de Pedagogía en Corumbá y el Instituto de Ciencias Humanas y Letras en Três Lagoas;
- 1969 - Las dos instituciones aisladas en Campo Grande pasan a formar parte de la entonces creada Universidad Estatal de Mato Grosso (UEMT);
- 1970 - Se incorporan a la UEMT las instituciones de Corumbá, Três Lagoas, Aquidauana y Dourados;
- 1979 - con la división del Estado de Mato Grosso, la institución pasa a llamarse Universidad Federal de Mato Grosso do Sul (UFMS);
- 2001 - Se crean los campus de Coxim y Paranaíba;
- 2005 - El campus de Dourados (CPDO) se desmembra para convertirse en la Universidad Federal de Grande Dourados (UFGD);
- 2008 - Se crea el campus de Chapadão do Sul;
- 2009 - Se crean el campus Nova Andradina y las Facultades de Derecho e Informática;
- 2010 - se crean los campus Bonito, Naviraí y Ponta Porã;
- 2013 - creó la Facultad de Ingeniería, Arquitectura y Urbanismo y Geografía (FAENG) y los Institutos de Física (INFI), Matemáticas (INMA) y Química (INQUI); 2014 - creó un curso de Medicina en Três Lagoas; 2018 - el campus de Bonito desactivado.

## UFMS Hoy
En 2008 se crea la Facultad de Derecho - FADIR, mediante Resolución N° 99/2008 del Consejo Universitario (COUN), de 10/11/2008, siendo implementada mediante Resolución N ° 69/2009 / COUN, de 10/09 / 2009. 
En 2016 se implementó el Programa de Posgrado Stricto Sensu con la Maestría Académica en Derecho, con concentración en Derechos Humanos, consolidando el compromiso adquirido en el Plan de Desarrollo Institucional (2010-2014) y consolidándose como un mecanismo para el fortalecimiento de la docencia, investigación y extensión de la Facultad de Derecho, además de suplir la falta de una Maestría en Derecho en la región, orientada a estudiar y aplicar el derecho a las peculiaridades regionales del Estado de Mato Grosso do Sul (MS).
El programa fue reconocido por la Coordinación de la Formación del Personal de Nivel Superior en el 157 ° Encuentro CTC-ES / CAPES (24-26 de marzo de 2015) con el concepto 3, revelando la importancia de la actividad para el mundo académico.
Y, desde septiembre de 2017, se inició el Programa de Doctorado Interinstitucional entre la Facultad de Derecho de la UFMS y la Facultad de Derecho de la Universidad de São Paulo, fruto de los buenos índices alcanzados por la Maestría. 
En 2015, se creó la Escuela de Administración y Negocios (ESAN) y se desmembró de la (CCHS). Posteriormente, en 2017, los antiguos Centros de Ciencias Humanas y Sociales (CCHS) y el Centro de Ciencias Biológicas y de la Salud (CCBS) se dividieron en: Facultad de Artes, Letras y Comunicación (FAALC), Facultad de Farmacéutica, Alimentación y Nutrición (FACFAN). ), Facultad de Ciencias Humanas (FACH), Facultad de Educación (FAED), Instituto de Biociencias (INBIO) e Instituto Integrado de Salud (INISA). También está la propuesta de crear la Universidad Federal del Pantanal (UFPAN) con sede en Corumbá absorbiendo el actual Campus do Pantanal (CPAN) y también la creación de la Universidad Federal de Bolsão (UFB) con sede en Três Lagoas absorbiendo el actual Campus de Paranaíba. y Campus I y II de Três Lagoas, todos también hoy en día parte de la UFMS. 
Según la evaluación del IGC - Índice General de Cursos, creado por el MEC, la UFMS es la mejor universidad de Mato Grosso do Sul en 2018, con grado 4, que va de 1 a 5.
A nivel nacional, en 2019, la UFMS se ubicó entre las 50 mejores universidades del país, en el puesto 41 en el Ranking Universitario Folha de S.Paulo, en el que se evalúa la docencia, la investigación, el mercado, la innovación y la internacionalización.
La UFMS aparece en el Ranking Mundial de Universidades 2021 ocupando la posición 29, en el rango de 10.3 a 25, en 1001+, y entre las 52 instituciones brasileñas listadas. En la edición anterior, 2019-2020, la UFMS se ubicó en el puesto 49, siendo la única institución educativa del Estado de Mato Grosso do Sul en este ranking. Para el decano Marcelo Turine, la clasificación de la UFMS en el ranking internacional es una clara demostración del trabajo realizado por toda la comunidad universitaria, y de todos sus referentes de investigación, citación, internacionalización e industria / transferencia de conocimiento. “Estamos felices de tener esta visibilidad y reconocimiento. Es un desafío para la Universidad permanecer entre las mejores del mundo. Eso nos motiva y nos llena de orgullo”, afirmó. 
La Universidad ocupa la sexta posición en el ranking con la mayor representación en el número de estudiantes discapacitados en Brasil, según datos del Censo de Educación Superior, publicado por el Ministerio de Educación, en 2020.

### Internacionalización
Como parte de un proyecto de internacionalización, la Facultad de Derecho de la UFMS firmó un Convenio de Cooperación con la Università degli Studi di Camerino (UNICAM) - Scuola di Giurisprudenza, que proporcionará a los estudiantes una doble titulación como Licenciado en Derecho. .en Brasil y como Dottore Magistrale en Giurisprudenza en Italia. La Universidad Camerino, ubicada en la comuna italiana del mismo nombre, es una de las instituciones de educación superior más antiguas de Italia y una de las 25 más antiguas del mundo, creada en 1336.
La institución también cuenta con Convenios de Cooperación para otros importantes proyectos de internacionalización, como el proyecto Ciudadanía y Cultura, que promueve el intercambio entre estudiantes y profesores de la Universidad de Washington, UFMS y UCDB; movilidad académica con la Universidad de Porto; así como la cooperación académica entre la UFMS y las instituciones Complutense de Madrid y Salamanca, en España, y la Universidade Portucalense Infante Dom Henrique, en Portugal. 

### Observatorio de violencia contra las mujeres
Proyecto creado a partir de un Convenio de Cooperación entre la Universidad Federal de Mato Grosso do Sul y SEMMU / Ayuntamiento de Campo Grande para implementar el Observatorio de Violencia contra la Mujer en la Facultad de Derecho - Fadir / UFMS, que integra a gerentes, académicos y la comunidad en general en el desarrollo de acciones de prevención y análisis de datos sobre la violencia contra las mujeres y su enfrentamiento en la Casa da Mulher Brasileira en Campo Grande.       

## Organización
Las Universidades Públicas de Brasil, especialmente las vinculadas al Sistema Federal, adoptan un modelo organizativo que se caracteriza por muchas similitudes en las que predominan las decisiones de los Órganos Colegiados. En el caso de la UFMS, la administración central está a cargo de la Rectoría, que es el órgano ejecutivo que administra, dirige, coordina y supervisa todas las actividades universitarias.  
La Rectoría funciona como un órgano ejecutivo de la administración central y se apoya en una estructura organizativa compuesta por la Vicerrectoría, el Rectorado, la Asesoría en Comunicación Social (ACS), la Fiscalía Jurídica (PROJUR), la Auditoría Interna (AI) , la Coordinación de Órganos Colegiados (COC), el Decano de Administración e Infraestructura (PROADI), el Decano de Educación de Grado (PROGRAD), el Decano de Investigación, Posgrado e Innovación (PROPP), el Pro-Rectoría de Atención al Estudiante ( PROAES), Pro-Rector de Extensión, Cultura y Deportes (PROECE), Pro-Rector de Planificación y Presupuesto (PROPLAN), Pro-Rector de Gestión de Personas (PROGEP) y Pro-Rector de Infraestructura (PROINFRA).
El cargo de Rector lo ejerce un profesor designado de conformidad con la ley , para ejecutar las decisiones de los órganos colegiados superiores del Consejo Universitario de la Universidad (COUN); Junta Directiva (CD), Cámaras de Docencia, Investigación y Postgrado y Extensión '. El Decano (a) es administrativa y legalmente responsable de todos los actos dentro del ámbito de la Institución. Esto incluye el ordenamiento de gastos, siendo responsable ante el MEC y el Tribunal Federal de Cuentas por administrar el tercer presupuesto más grande del estado. El Decano también es responsable de acercar la Universidad a la comunidad, a través de convenios y alianzas con otros organismos e instituciones.    
La UFMS ya ha tenido como rectores  João Pereira da Rosa (1970-1978), Edgard Zardo (1979-1984), Jair Soares Madureira (1984-1988), Fauze Scaff Gattass Filho (1988-1992), Celso Vitório Pierezan ( 1992-1996), Jorge João Chacha (1996-2000), Manoel Catarino Paes Peró (2000-2008), Célia Maria Silva Correa Oliveira (2008-2016) y Marcelo Augusto Santos Turine (2016-actualmente). 

### Patrimonio
La estructura principal de UFMS se encuentra en Cidade Universitária, ubicada en la capital de Mato Grosso do Sul, Campo Grande. También hay once unidades sectoriales: Escuela de Administración y Negocios (ESAN), Facultad de Artes, Letras y Comunicación (FAALC), Facultad de Ciencias Farmacéuticas, Alimentación y Nutrición (FACFAN), Facultad de Ciencias Humanas (FACH), Facultad de Informática. (FACOM), Facultad de Derecho (FADIR), Facultad de Educación (FAED), Facultad de Ingeniería, Arquitectura y Urbanismo y Geografía (FAENG), Facultad de Medicina (FAMED), Facultad de Veterinaria y Zootecnia (FAMEZ), Facultad de Odontología (FAODO), Instituto de Biociencias (INBIO), Instituto de Física (INFI), Instituto Integrado de Salud (INISA), Instituto de Matemáticas (INMA) e Instituto de Química (INQUI). Como unidades de salud aisladas: el Hospital Universitario María Aparecida Predossian (HUMAP) y el Hospital Veterinario UFMS. Además, cabe recordar que la UFMS mantiene los campus de Aquidauana (CPAQ), Chapadão do Sul (CPCS), Corumbá (CPAN), Coxim (CPCX), Naviraí (CPNV), Nova Andradina (CPNA), Paranaíba (CPAR), Ponta Porã (CPPP) y Três Lagoas (CPTL).               

### Exalumnos destacados
Por las aulas de la UFMS ya han pasado nombres ilustres, entre ellos: Luiz Henrique Mandetta, especialista en ortopedia por nuestro gobierno federal, y exministro de Salud en el gobierno de Jair Bolsonaro; Wellington Fagundes  veterinario formado en 1980, elegido senador por el estado de Mato Grosso en 2015; Luiz Alberto Ovando , egresado de la UFMS en 1975, elegido diputado federal por Mato Grosso do Sul en 2018; Neiva Guedes, bióloga egresada de nuestra universidad en 1987, especialista en medio ambiente y conservación de especies; entre otros.    

### Antiguos maestros notables
Profesores de renombre nacional e internacional ya han formado parte de la facultad de la UFMS, entre ellos los Magistrados jubilados de la Corte de Justicia del Estado de Mato Grosso do Sul , Luiz Carlos Santini, y la Facultad de Derecho. Jorge Eustácio da Silva Frias , Profesor Leonardo Martins , Doctor en Derecho Constitucional y quien tiene ocho postdoctorados en Alemania, por Alexander-von-Humboldt-Stiftung , AVH y Deutscher Akademischer Austaurschdienst , DAAD, Diputado Federal Fábio Trad, entre otros.          

## Bibliotecas
El sistema bibliotecario de la UFMS está regido por la Coordinación Bibliotecaria Central (CBC) ubicada en Campo Grande, subordinada al Decano de Educación y Graduación (PROGRAD) con bibliotecas sectoriales en todos los campus del interior del estado. La colección está disponible para consulta en internet a través del sistema Pergamum, desarrollado por PUC-PR y PUC-Rio , accesible desde cualquier computadora dentro y fuera de la institución, donde también es posible autopréstamo, reservar libros, salas de estudio, entre otros servicios.      
Las bibliotecas son de libre acceso al público y no están restringidas a la comunidad académica, sin embargo, existe una limitación en cuanto al préstamo de materiales bibliográficos destinados únicamente a usuarios vinculados a la UFMS.
Servicios
La biblioteca UFMS brinda numerosos servicios, tales como: Catálogo en línea - Pergamum para consultar la colección del Sistema Bibliotecario UFMS, renovación y reserva de materiales; Bases de datos en línea que permiten el acceso a sitios nacionales e internacionales para la investigación científica en todas las áreas del conocimiento; Registro en la Biblioteca para acceder al préstamo a domicilio de materiales bibliográficos y / o audiovisuales; Programar el préstamo o la devolución de materiales en las bibliotecas de UFMS durante el período de la pandemia de Covid-19 ; Repositorio Institucional para acceder a la producción académico-científica producida y publicada por estudiantes y profesores investigadores de la UFMS; Publicaciones periódicas - CAPES para el acceso a publicaciones científicas nacionales e internacionales de todas las áreas del conocimiento, a través de la plataforma CAFe , para acceso remoto; Portal de Revistas que reúne las publicaciones periódicas de la UFMS; Libros electrónicos para la consulta de libros online en diferentes áreas del conocimiento.                  

## Hospital Universitario Maria Aparecida Pedrossian (HUMAP)[26]
El Hospital Universitario María Aparecida Pedrossian (HUMAP) fue inaugurado en 1971 para apoyar el curso de Medicina en la entonces Universidad Estatal de Mato Grosso (UEMT). Sin embargo, por falta de recursos, el Hospital fue cerrado poco tiempo después, siendo reabierto el 3 de abril de 1975.
La federalización de la institución, que recién entonces pasó a denominarse Fundación Universidad Federal de Mato Grosso do Sul, se logró con la división del estado, mediante la Ley Federal No. 6.674, de 5 de julio de 1979.
Ocupa un área de 35,350m2, con 28,300m2 de área construida que incluye Clínicas Ambulatorias de Especialidades, Centro Quirúrgico, Centro Obstétrico, UCI de Adultos y Pediatría, UCI Neonatal, además de Unidad Coronaria (UCO), Atención Médica de Emergencia (PAM). ), Diagnóstico por Imagen, Servicio de Radiología, Banco de Leche Materna, Hemodiálisis y cuenta con residencia médica en 20 especialidades, por lo que está a la vanguardia en investigación y extensión en el área de la salud, contribuyendo a la formación de profesionales altamente especializados.
El 18 de diciembre de 2013, Humap pasó a ser administrado por la Empresa Brasileña de Servicios Hospitalarios (Ebserh), vinculada al Ministerio de Educación, siendo el servicio completamente gratuito e integrado a la red del Sistema Único de Salud (SUS) . Actualmente, el hospital atiende a todo el estado de Mato Grosso do Sul, con 232 camas, y es un referente en la atención de maternidad de alto riesgo, en la atención de personas con VIH y enfermedades infecciosas y en el tratamiento de problemas cardiovasculares, además de trabajando en la terapia renal, diagnóstico, hemodiálisis y neurología. 
A principios de 2020, el hospital ganó un premio muy importante por parte de la Contraloría General de la Unión (CGU), que realizó una encuesta nacional y terminó seleccionando a Humap como el segundo lugar entre los hospitales que más satisfacen al usuario y presentan resolución. Además, el hospital universitario ocupó el tercer lugar, a nivel nacional, como una institución de buenas prácticas de defensor del pueblo.  
Medios de comunicación
Además de las noticias internas publicadas por el periódico UFMS, la institución atiende a la comunidad a través de la Editorial UFMS con tienda en la Ciudad Universitaria de Campo Grande y TVU, transmitida en el Canal 14 por Cable TV NET o el sitio en Internet . En febrero de 2012, el decano firmó el plazo de cesión para operar la radio FM Educativa    

## Medios de comunicación
Además de las noticias internas publicadas por Jornal da UFMS, la institución brinda servicios a la comunidad a través de la Editora da UFMS con tienda en la Ciudad Universitaria de Campo Grande y TVU, transmitida en el canal 14 por TV a Cabo NET o en el sitio web. En febrero de 2012, el Decano firmó el plazo de cesión para operar la radio FM Educativa.

## REUNI
Desde 2010 la UFMS ha pasado por un proceso de reestructuración financiado con fondos de REUNI. Además de ampliar la cantidad de plazas, la universidad se expande abriendo nuevos cursos, ampliando la infraestructura física con nuevas aulas, construyendo nuevos campus en el interior del estado, nuevos laboratorios y revitalizando su infraestructura existente como canchas, Complejo Acuático, entre otros.

## Medios de entrada
Desde 2010, la UFMS adoptó el SISU como forma de ingreso a la institución, a excepción de los cursos de Artes Visuales, Arquitectura y Urbanismo y Música, donde se mantuvo el tradicional examen de ingreso con acreditación de competencias específicas. Hasta 2012, la universidad no se había adherido al sistema de cuotas raciales, pero SISU 2012 ya se adhirió a la nueva regla, proporcionando el 10% de las vacantes para pueblos indígenas, negros, pardos y estudiantes de escuelas públicas.
En 2016, hubo cambios en los procesos de selección de la Institución con la reintroducción de la prueba de ingreso, en 2018, y con la finalización del (PASSE) - Programa de Evaluación Seriada Selectiva con la primera edición en el trienio 2017-2019. En 2021, excepcionalmente, la UFMS no aceptará ENEM como forma de admisión, ya que esto podría interferir con el calendario académico, debido a la pandemia de coronavirus (COVID-19). De esta forma, las vacantes están destinadas únicamente para el PASS y las pruebas de acceso. La junta que organiza el proceso de selección es FAPEC.
Además de Sisu, Vestibular y PASSE, existen otras formas de entrada como el traslado externo y el movimiento interno (entre campus de la UFMS), diplomado, vacantes para refugiados.
El acceso a los posgrados stricto sensu, en maestrías y doctorados, como en otras Instituciones de Educación Superior (IES) en Brasil, es posible a través de convocatorias específicas, tanto para estudiantes regulares como especiales, según Resolución n.º 165, de 3 de septiembre de 2019. .

## La educación a distancia
La Educación a Distancia se inició en la UFMS en 1991 , a través de grupos específicos como el GAECIM - Grupo de Apoyo a la Enseñanza de las Ciencias y las Matemáticas de 1er Grado, integrado por profesores de diferentes departamentos. 
La GAECIM, en ese momento, tenía el objetivo de crear un grupo interdisciplinario para apoyar a los docentes de las escuelas públicas en Mato Grosso do Sul, para la educación continua, en las áreas de ciencias y matemáticas , a distancia, por correspondencia y correos electrónicos .        
A partir de 2000, la UFMS se incorporó al consorcio de universidades UNIREDE. En 2001, a través de la Ordenanza N ° 2113 del MEC, de 10 de septiembre de 2001, se acredita para ofrecer Cursos de Educación a Distancia de Pregrado y Postgrado.
Actualmente, la UFMS en alianza con CAPES / UAB y SECAD ofrece cursos de pregrado, educación continua y posgrado en los siguientes municipios de Mato Grosso do Sul: Água Clara , Bataguassu , Camapuã , Campo Grande, Chapadão do Sul , Costa Rica , Coronel Sapucaia , Dois Irmãos do Buriti , Jardim , Miranda , Paranhos , Porto Murtinho , Ribas do Rio Pardo , Rio Brilhante , São Gabriel do Oeste .                
La oferta también se realiza en algunos municipios de los estados de Paraná y São Paulo : Apiaí - SP, Igarapava - SP, Cidade Gaúcha - PR , Cruzeiro do Oeste - PR, Nova Londrina - PR, Paranavaí - PR y Siqueira Campos - PR.                  
Debido a la pandemia Covid-19 , la UFMS se encuentra, desde el 17 de marzo de 2020 , en Educación Remota de Emergencia (ERE), en la que se desarrollan actividades de docencia, investigación y extensión exclusivamente con herramientas didácticas en línea , de forma sincrónica y asincrónica, de acuerdo con Ordenanza N ° 964-RTR / UFMS, de 9 de noviembre de 2020 , y con el Plan de Bioseguridad, previsto en la Resolución N ° 204, de 4 de octubre de 2021 . De acuerdo con el calendario académico 2022, las actividades deben retornar presencialmente, en la educación de grado y posgrado, a partir del 7 de marzo, según lo establecido por la Resolución N ° 135, del 15 de octubre de 2021 .      

## Ayuda estudiantil
Son mecanismos para brindar permanencia en la institución educativa, observando las condiciones socioeconómicas de los estudiantes.
- Subsidio de permanencia: se ofrece un monto mensual de R$ 400,00 para subsidiar los gastos con estudios y promover la permanencia de los estudiantes, evitando un aumento en la tasa de deserción.

- Asignación de alimentos: apoyo mensual de R$ 250,00 para satisfacer las necesidades alimentarias de los estudiantes.

- Subsidio de guardería: se otorga el monto de R$ 150,00 a los estudiantes de pregrado que sean padres o tutores de niños hasta los 5 años de edad, con requisito de que los matriculados en cursos diurnos demuestren que están esperando vacante. En la primera infancia centros educativos del municipio donde están matriculados.

- Subsidio de vivienda: es un apoyo económico mensual de R$ 400,00 para subvencionar los gastos de vivienda.

- Asistencia a la Participación en Eventos: se ofrece valor proporcional, otorgado a los estudiantes que pretendan participar en eventos científicos fuera de la sede del Campus donde están inscritos, con el fin de presentar su trabajo.

- Asistencia Instrumental Pedagógica: es un recurso con el interés de brindar un conjunto de materiales e instrumentos esenciales para el aprendizaje, asistiendo a las asignaturas cursadas.

- Asistencia de Emergencia: Es una transferencia económica correspondiente al valor actual de la asistencia de permanencia para estudiantes que ingresan principalmente a estudiantes con alto riesgo de evasión y que preferiblemente provienen de una ciudad diferente a la ubicación del Campus en el que están matriculados, con una duración de hasta tres meses, pudiendo renovarse una sola vez.

- Beca de Extensión: con la intención de conciliar docencia, investigación y extensión, mediando interacciones entre las actividades de la Universidad y otros sectores de la sociedad.

- Beca Promissaes: el proyecto Milton Santos sobre Acceso a la Educación Superior fomenta la cooperación en investigación técnico-científica y cultural entre Brasil y otros países. Los principales socios son países de origen africano.

## Bases de estudio del Pantanal
La Coordinación de Investigación / CPQ está subordinada administrativa y técnicamente a la Prorrectoría de Investigación y Estudios de Posgrado (PROPP). CPQ es el organismo responsable de coordinar, orientar, monitorear y evaluar las actividades de investigación de la Universidad.
Considerando los principios que orientan la Política Institucional de Investigación y Estudios de Posgrado, el CPQ / PROPP tiene los siguientes objetivos generales:
1. Apoyar las actividades de investigación de la UFMS en todas las áreas del conocimiento.
2. Incrementar la visibilidad de la investigación producida en UFMS.
3. Contribuir a la creación de instalaciones adecuadas para el desarrollo de la investigación en la UFMS.

Entre varios proyectos de investigación de la UFMS, destaca la Base de Estudios Pantanal.
Desde la creación de la Universidad Federal de Mato Grosso do Sul, en 1979, los investigadores entendieron que el Pantanal era uno de los entornos más importantes para los estudios en el estado de Mato Grosso do Sul . Además, esta región tuvo grandes dificultades para acceder y moverse, lo que justificó plenamente la creación de un puesto de avanzada para apoyar a los investigadores que desarrollaran actividades científicas en esa área. 
Así, en 1987, la UFMS obtuvo la donación de un área de 21,5 hectáreas de la Fazenda São Bento , ubicada en la margen derecha del río Miranda , en la región denominada “Passo do Lontra” (entre los humedales Miranda y Abobral), en área correspondiente a 21,5 hectáreas, en el municipio de Corumbá - MS. municipio de Corumbá - MS. Posteriormente ese mismo año se inició tanto el proyecto de construcción del BEP como el de acceso al sitio desde la carretera MS-184. A principios de los noventa entró en funcionamiento BEP
La superficie construida de BEP corresponde a 1.371,63m². Cuenta con la siguiente infraestructura: alojamiento (con capacidad para 48 personas), cocina, cafetería, despensa, lavandería; sala de reuniones, sala de TV, anfiteatro, teléfono, internet; sala de máquinas con generador de energía, electricidad rural, Laboratorio de Biología General, Laboratorio de Recursos Pesqueros; Laboratorio de Geoprocesamiento, Laboratorio de Informática; Clínica médica / dental y de laboratorio para atender a la población local; agua potable (pozo tubular); sistema de recolección y tratamiento de aguas residuales; tres vehículos (Toyota Bandeirantes, Marruá, tractor); siete embarcaciones (botes de aluminio), una lancha de Marajó; torre de observación (20 m de altura). BEP está subordinado administrativamente a la Coordinación de Estudios del Pantanal / PROPP, sector responsable de autorizar el uso de la estructura de BEP.  
El organismo responsable de la administración y funcionamiento de la Base de Estudios del Pantanal de la Universidad Federal de Mato Grosso do Sul (BEP / UFMS) es la Coordinación de Estudios del Pantanal (CEP / PROPP).  

#### Vías de acceso a BEP
El acceso a Campo Grande / MS - BEP es a través de la BR 262, 300 km de camino pavimentado, más 12 km de camino sin pavimentar MS 184.
El acceso a Corumbá / MS - BEP es por la BR 262, a través de 120 km de camino pavimentado, más los 12 km de camino MS 184.
Otra posibilidad de acceder a BEP es a través de pequeñas aeronaves, que utilizan los aeródromos de las propiedades rurales vecinas.

#### Actividades desarrolladas en BEP
Las actividades que se desarrollan en BEP son docencia, extensión e investigación. La educación de pregrado consiste en programas prácticos de campo de cursos de la UFMS. En Estudios de Posgrado, la Base de Estudios Pantanal se ha vuelto de fundamental importancia para las actividades de campo y el desarrollo de proyectos de disertación y tesis. Los proyectos de extensión consisten en cursos y capacitación de personal en diferentes áreas del conocimiento relacionadas con el Pantanal.
Algunos de estos proyectos son parte de convenios entre la UFMS y otras instituciones brasileñas y extranjeras. Los proyectos a desarrollar en BEP deben ser aprobados por Órganos Organismos competentes de la UFMS.

## Conexiones externas
- https://www.ufms.br/ (web oficial)
- https://posgraduacao.ufms.br/portal/ ( registro e información)
- https://agead.ufms.br/ (educación a distancia)
- https://www.concursos.ufms.br/ (Examen de ingreso, traslados, licitaciones públicas)
- http://intranet.ebserh.gov.br/web/humap-ufms/ (enlace roto disponible en Internet Archive; véase el historial, la primera versión y la última). (Hospital Universitario - EBSERH)

- Datos: Q5440478
- Multimedia: Universidade Federal de Mato Grosso do Sul / Q5440478